# Balkenknauf
Ein Balkenknauf beschreibt einen Knauf, der mit dem Griff einer Klingenwaffe ein T bildet. Man findet diese Knaufform oft an den Waffen der Völkerwanderungszeit. Diese Knaufform ist selten und wird in späteren Zeiten nicht mehr benutzt. Ähnliche Griffformen werden in Afrika verwendet (Telek).